# Bedřich I. Pražma z Bílkova
Bedřich I. hrabě Pražma, baron z Bílkova (polsky Fryderyk I Praschma, německy Friedrich I. Graf Praschma Freiherr von Bilkau, 30. prosince 1786 Niemodlin – 10. ledna 1860 tamtéž) byl slezský šlechtic z rodu Pražmů z Bílkova z rozrodu Ranžírovců. Byl majitelem statků, armádním důstojníkem.

## Život

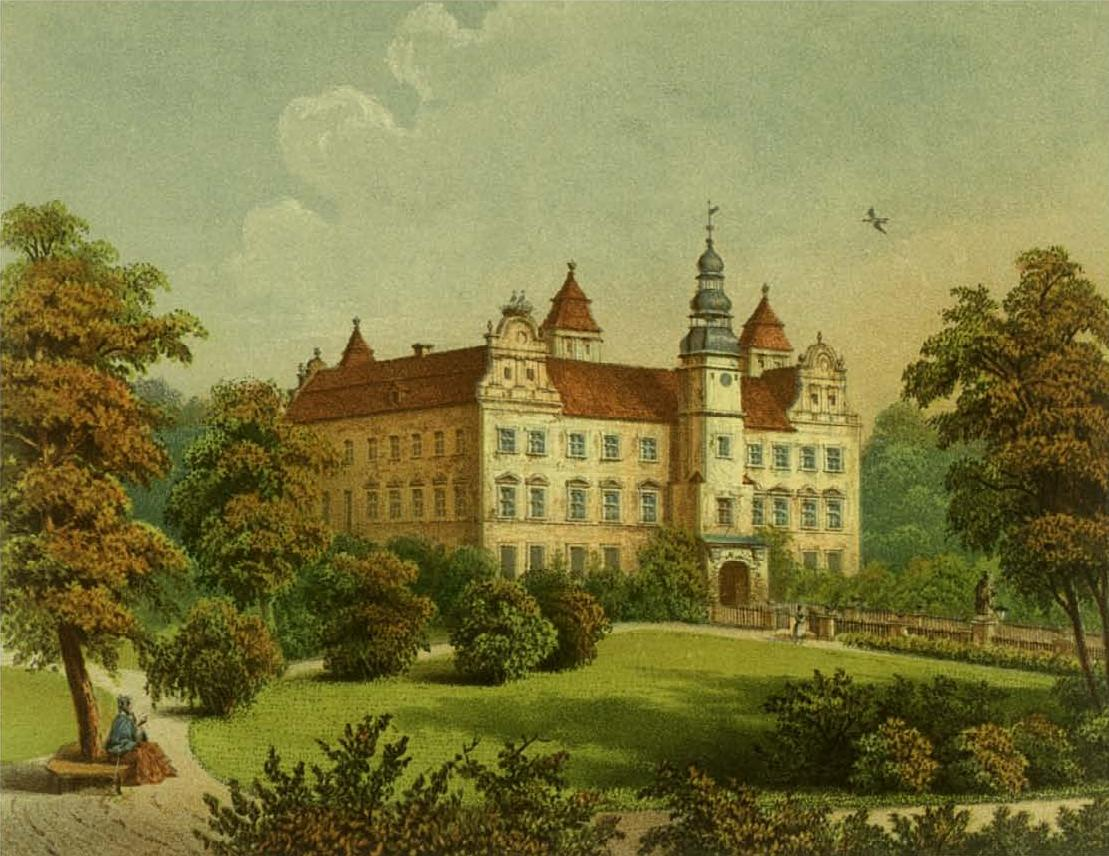
Zámek Falkenberg

Narodil se 30. prosince 1786 na rodovém zámku v Niemodlinu jako syn Jana II. Karla Pražmy a jeho manželky Marie Anny Karolíny ze Žerotína-Lilgenau.
Po smrti roce 1822 zdědil v důsledku rozdělení otcova dědictví panství Niemodlin (Falkenberské knížectví) a jeho mladší bratr Ludvík Pražma zdědil Tułowice.
16. května 1820 se ve Slezských Teplicích (Bad Warmbrunn) oženil s Marií Johanou hraběnkou ze Schaffgotsche (1797–1867).
Zúčastnil se bojů napoleonských válek a 14. října 1806 v bitvě u Jeny utrpěl zranění.
Na jeho pozvání v roce 1846 navštívil zámek v Niemodlinu pruský král Bedřich Vilém IV. při své cestě do Opolí.
Bedřich I. Pražma zemřel v Niemodlinu dne 10. ledna 1860.